# Aske Bang
Aske Bang (* 1. April 1988 in Kopenhagen) ist ein dänischer Filmschauspieler, Regisseur und Drehbuchautor.

## Karriere
Aske Bangs Karriere im Filmgeschäft begann als Schauspieler im Jahr 2008, als er im dänischen Spielfilm Kleiner Soldat die Rolle des Kellners spielte. Nach weiteren Rollen wechselte er im Jahr 2011 die Seiten und war fortan auch hinter die Kamera u. a. als Regisseur tätig. Für die Kurzfilme Ladyboy, The Stranger und Silent Nights verfasste er zudem die Drehbücher.
2015 schloss er die Regisseurausbildung an Den Danske Filmskole ab. Bekannt wurde er mit dem Kurzfilm Silent Nights, da er gemeinsam mit Kim Magnusson eine Oscar-Nominierung bei der Oscarverleihung 2017 in der Kategorie Bester Kurzfilm erhielt.

## Filmografie (Auswahl)
Schauspieler
- 2008: Kleiner Soldat (Lille soldat)
- 2008: The Matjulskis (Kurzfilm)
- 2009–2010: Kleine Morde unter Nachbarn (Lærkevej, Fernsehserie, drei Episoden)
- 2013: Antboy – Der Biss der Ameise (Antboy)
- 2014: Pussy (Kurzfilm)
- 2015: Midtimellem
- 2015: Anton90 (Fernsehserie, sechs Episoden)
- 2016: I blodet
- 2017: 3 ting
- 2017–2019: Perfekte Steder (Fernsehserie, 13 Episoden)
- 2018: Kursk
- 2020: Badehotellet (Fernsehserie, drei Episoden)
- 2020: Cold Hawaii (Fernsehserie, acht Episoden)

Regisseur
- 2011: Ladyboy (Kurzfilm)
- 2011: Alla Salute! (Fernsehserie, fünf Episoden)
- 2015: The Stranger (Kurzfilm)
- 2016: Silent Nights (Kurzfilm)
- 2020: Cold Hawaii (Fernsehserie, acht Episoden)

Drehbuchautor
- 2011: Ladyboy (Kurzfilm)
- 2015: The Stranger (Kurzfilm)
- 2016: Silent Nights (Kurzfilm)
- 2020: Cold Hawaii (Fernsehserie, acht Episoden)